# Super Freaky Girl
Singles de Nicki Minaj
We Go Up
(2022) Barbie World
(2023)
Clip vidéo
[vidéo] « Super Freaky Girl », sur YouTube
Super Freaky Girl est une chanson de la rappeuse et chanteuse américaino-trinidadienne Nicki Minaj. Elle a été publiée le 12 août 2022 par Young Money Entertainment et Republic Records en tant que premier single du cinquième album studio à venir de Minaj, Pink Friday 2. C'est une chanson gaie et racoleuse, qui sample de manière proéminente le single de 1981 de Rick James, Super Freak, alors que Minaj rappe sur ses fantasmes et ses efforts sexuels, tout en se vantant de sa carrière. La chanson a été comparée au single de 2014 de Minaj, Anaconda, car les deux morceaux comportent des samples classiques et des paroles à caractère sexuel.
Dès sa sortie, la chanson a battu le record de Spotify pour le plus grand début pour une chanson rap féminine solo. La chanson a débuté à la première place du classement américain Billboard Hot 100, ce qui en fait la deuxième chanson solo d'une artiste hip-hop à débuter à la première place après le single de 1998 de Lauryn Hill, Doo Wop (That Thing). Il s'agit du troisième single numéro un de la carrière de Minaj aux États-Unis, ainsi que de son premier numéro un en tant qu'artiste solo. À l'échelle internationale, la chanson s'est hissée en tête des classements en Australie et en Nouvelle-Zélande, devenant le premier single numéro un de Minaj dans ces deux pays. La chanson a atteint le top 10 dans de nombreux autres pays, dont le Canada, la Hongrie, l'Islande, l'Irlande, les Philippines, l'Afrique du Sud et le Royaume-Uni. La chanson a reçu une nomination pour la Chanson de l'Année lors des MTV Video Music Awards 2022.
Une version étendue de la chanson, appelée « Roman Remix », est sortie par surprise le 18 août 2022 ; elle voit Minaj incorporer son alter ego, Roman Zolanski. Le 9 septembre 2022, un second remix intitulé « Queen Mix » est sorti, mettant en scène plusieurs rappeuses, dont JT de City Girls, BIA, Katie Got Bandz, Akbar V et Maliibu Miitch. La version originale de la chanson figure sur le premier album de grands succès de Minaj Queen Radio : Volume 1 (2022).

## Contexte
Le 13 juillet 2022, Minaj a dévoilé une chanson intitulée « Freaky Girl » sur ses réseaux sociaux. Le compte Twitter officiel de Rick James, que la chanson échantillonne, a répondu à l'extrait, le qualifiant de « banger »,. Minaj avait demandé aux fans de choisir le titre officiel de la chanson, et a finalement choisi Super Freaky Girl, expliquant qu'en raison de problèmes juridiques non spécifiés, elle ne pouvait utiliser ni « Freaky Girl » ni « Freak », ce dernier ayant remporté un vote des fans,. Le 22 juillet, elle a annoncé que la chanson serait publiée le 12 août,.
Le 5 août, elle a révélé la pochette de la chanson, accompagnée d'un piège à soif. L'extrait de la chanson a gagné en popularité sur TikTok et sa sortie a été très attendue,,. La chanson a été diffusée pour la première fois le 11 août dans le cadre de l'émission Amp Queen Radio de Minaj Amazon. Sa sortie a été accompagnée d'une vidéo des paroles remplie d'emoji aubergine et pêche. Super Freaky Girl marque la deuxième fois que Minaj échantillonne Super Freak, après l'avoir utilisé sur Dilly Dally, un titre de sa mixtape de 2007 intitulée Playtime Is Over.
La chanson a marqué la première sortie en solo de Minaj depuis Megatron en 2019. La chanson a été considérée comme « un retour en forme » pour Minaj après qu'elle a déclaré en février 2022 sur The Dana Cortez Show qu'elle se sentait mal à l'aise de sortir une musique vulgaire alors qu'elle était enceinte de son fils, expliquant qu'elle était dans un espace différent à ce moment-là : « Mon label voulait que je me lance à fond dans un single et tout ça quand j'étais enceinte, et je ne pouvais pas me résoudre à sortir une chanson sur la chatte, la bite, la fellation et le fait de manger. Je ne pouvais pas me résoudre à sortir un disque comme ça alors que mon fils grandissait dans mon corps ».

## Écriture
Super Freaky Girl est une chanson torride,,, et sensuelle,, avec le nouvel alter ego de Minaj, Nick James, nommé d'après Rick James. La chanson voit Minaj décrire ses rencontres sexuelles de manière imagée, tout en « réitérant son statut d'icône du rap, ainsi que de symbole de la libération sexuelle ». Une chanson à forte teneur en basses, elle met en évidence samples. Rick James Super Freak (1981), en particulier le riff, et s'ouvre sur le chant a capella de James,.
Minaj interpole son remix de 2013 de Boss Ass Bitch de PTAF, tout en faisant référence, entre autres, au single de 1998 de Master P, Make 'Em Say Uhh !, aux protestations « take a knee » de l'ancien joueur de NFL Colin Kaepernick, et jouant sur les noms de Rihanna et ASAP Rocky, en rappant « Get me Rocky A$AP, nigga, word to Rih ».
La chanson a été fortement comparée et décrite comme une suite à la chanson de 2014 de Minaj, Anaconda,,,,,.

## Réception critique
Shaad D'Souza, de Paper, a qualifié la chanson de « retour bondissant et paillard au pop-rap. Loufoque et addictif, on peut le voir comme 'Anaconda 2' ». David Renshaw, de The Fader, a loué Minaj pour avoir apporté « son meilleur jeu à la chanson, crachant des barres x-rated et des devises qui renforcent la confiance (« I got a princess face, a killer body, samurai mind »), ce qui en fait une sœur naturelle de son propre Anaconda ». Jessica McKinney, de Complex (magazine), a classé la chanson parmi les meilleures sorties de la semaine, déclarant que sur Freaky Girl, Minaj est « confiante, sexy et séduisante, nous laissant en vouloir plus », tout en qualifiant son « flow d'irrésistible sur la chanson, alors qu'elle est fière de sa nature bizarre et décrit de façon vivante ses rencontres sexuelles ».
Claire Yotts, de Our Generation Music, a déclaré : « Cette femme de 39 ans, mère d'un enfant, continue de faire la pluie et le beau temps et Super Freaky Girl rappelle à tous pourquoi elle est connue comme la reine du rap ». Mitchell Peters, de Billboard (magazine), a déclaré que Minaj « s'amuse à réanimer le funk salace du morceau classique avec des sous-entendus sexuels et un débit qui sait quand il faut accélérer et quand il faut vraiment lancer une punchline ». The Daily Beast Coleman Spilde, de la rédaction, a qualifié la chanson d'« affreuse », écrivant : « Dire que la chanson n'ajoute rien de valable à la carrière de Minaj est un euphémisme sauvage et vaste. Les mesures sont plates, les punchlines auraient pu être écrites par une Nicki Minaj AI, et le sample de Rick James fait tout le travail ». Spilde a également critiqué Minaj pour avoir travaillé avec le coproducteur Dr. Luke, qui a fait face à des allégations d'agression sexuelle dans le passé.

## Performances commerciales

### Dans le monde
Après sa sortie, Super Freaky Girl a réalisé le plus gros démarrage pour une chanson rap féminine solo dans l'histoire de Spotify, avec plus de trois millions de streams. Sur le Billboard Global 200 la chanson a débuté à la cinquième place, permettant à Minaj d'entrer pour la deuxième fois dans le top 10 du classement et d'y réaliser son meilleur classement, dépassant la septième place de Do We Have a Problem?.

### En Amérique du Nord
Aux États-Unis, Super Freaky Girl a débuté en tête du Billboard Hot 100 pour le classement daté du 27 août 2022, ce qui en fait le troisième numéro un de Minaj dans ce classement et son premier titre non accompagné d'un autre artiste. Elle est devenue la première artiste féminine noire à débuter en tête du classement avec une chanson solo depuis I Believe de Fantasia en 2004 et la cinquième artiste féminine noire à le faire. Minaj est devenue la deuxième rappeuse solo à débuter au sommet du Hot 100 depuis Doo Wop (That Thing) de Lauryn Hill en 1998 et la deuxième rappeuse à débuter une chanson solo au numéro un au 21e siècle. Super Freaky Girl a prolongé le record de Minaj en tant que rappeuse ayant le plus d'entrées dans le top 10 du Hot 100 avec 21 et en tant que rappeuse ayant le plus d'entrées dans le classement avec 124. Elle est devenue la première artiste féminine à débuter en tête du classement sans clip vidéo depuis Thank U, Next d'Ariana Grande en 2018. C'est la première fois au 21e siècle que trois artistes féminines noires atteignent consécutivement la première place du Hot 100, après About Damn Time de Lizzo, Break My Soul de Beyoncé et Super Freaky Girl de Minaj. Les débuts de Super Freaky Girl ont permis à Minaj de réintégrer le classement Artist 100 du Billboard à la 3e place pour le numéro se terminant le 27 août 2022, devenant ainsi l'artiste féminine la mieux classée cette semaine-là.
La chanson a débuté en tête du classement Billboard des ventes de chansons numériques et des chansons en streaming, grâce à des ventes de 89 000 téléchargements numériques et à un total de 21,1 millions d'écoutes en streaming aux États-Unis au cours de sa première semaine de disponibilité, du 12 au 18 août. Avec 89 000 téléchargements vendus, Super Freaky Girl a marqué la plus grande semaine de ventes numériques pour une chanson en 2022, dépassant la propre chanson de Minaj Do We Have a Problem?" avec Lil Baby. Elle est devenue son deuxième et douzième leader dans les deux palmarès susmentionnés, respectivement. La chanson n'a pas réussi à entrer dans le classement Radio Songs du Billboard au cours de sa première semaine, attirant 4,6 millions d'impressions d'audience radio tous formats confondus au cours de la semaine se terminant le 21 août en raison d'une diffusion précoce. Super Freaky Girl est entrée au sommet des deux classements Hot R&B/Hip-Hop Songs et Hot Rap Songs, à la 1re place, devenant son huitième leader dans les deux classements, respectivement.
Au cours de sa deuxième semaine, Super Freaky Girl est restée dans le top 10 du Billboard Hot 100, se plaçant à la 7e place. La chanson a vendu 15 000 téléchargements numériques supplémentaires, passant une deuxième semaine consécutive en tête du classement des ventes de chansons numériques, tout en perdant 1 à 3 dans le classement des chansons en streaming avec 18,1 millions de streams supplémentaires aux États-Unis, soit une baisse de 14 % par rapport à la première semaine. Malgré cela, Super Freaky Girl a marqué le premier succès de Minaj sur plusieurs semaines dans le classement des chansons numériques de sa carrière. Le titre a attiré 9,2 millions d'impressions d'audience radio, soit une augmentation de 105 % par rapport à la semaine précédente, ce qui lui a permis de se hisser à la 27e place du classement du Mainstream Top 40 de Billboard après avoir débuté à la 34e place. La chanson a passé cinq semaines en tête du classement Hot Rap Songs, et a atteint les numéros 3 et 21 respectivement dans les classements Rhythmic Songs et Mainstream Top 40 airplay.
Au Canada, Super Freaky Girl est arrivé à la 8e place du classement Canadian Hot 100, gagnant le titre de nouvelle entrée la plus élevée de la semaine. Il a permis à Minaj de se hisser pour la 19e fois au sommet du palmarès des chansons numériques canadiennes, ce qui lui a valu son cinquième sommet des ventes et sa vingt-quatrième entrée dans le palmarès.

### En Europe et Océanie
En Europe, la chanson a connu un succès commercial. En république d'Irlande, Super Freaky Girl a débuté à la 14e place du Irish Singles Chart hebdomadaire se terminant le 25 août 2022, avant de se hisser à la 9e place lors de sa deuxième semaine. Il a ensuite atteint la 6e place au cours de sa cinquième semaine. De même, il s'est classé à la 15e place lors de sa première semaine au Royaume-Uni. Il s'est hissé à la dixième place la semaine se terminant le 1er septembre 2022, avant de glisser d'une place à la onzième la troisième semaine,. En revanche, la chanson n’est toujours pas entrée dans le classement français (SNEP) ou belge.
Lors de sa cinquième semaine, le titre a atteint un nouveau sommet, celui de la 5e place, devenant ainsi le meilleur classement de Minaj en tant qu'artiste principale depuis que Anaconda a atteint la troisième place en 2014, ainsi que le meilleur sommet global depuis que Boyz a atteint la 4e place en octobre 2021,.
La chanson s'est classée à la 4e place du UK R&B Chart dès sa première semaine, où elle a atteint un pic de numéro un lors de l'édition du classement datée du 9 septembre 2022.
En Australie, Super Freaky Girl a commencé à la 4e place du ARIA Singles Chart pour la semaine du 22 août 2022, devenant sa première chanson à entrer dans le top 10 en tant qu'artiste principale depuis son single de 2014, Bed of Lies,. La chanson s'est hissée à la 1re place lors de sa quatrième semaine dans le classement, devenant ainsi la première chanson numéro un de Minaj et la première chanson rap féminine solo à être numéro un dans le pays,.
En Nouvelle-Zélande, le titre a débuté à la 5e place du New Zealand Singles Chart, puis s'est hissé à la première place dès la deuxième semaine, devenant ainsi le premier tube numéro un du pays. Il est resté en tête du classement pendant quatre semaines consécutives.

## Clip vidéo
Le 18 août 2022, Minaj a présenté en avant-première le clip officiel. On la voit en femme au foyer dans un décor similaire à Wisteria Lane, alors qu'elle dévoile ses secrets « bizarres », portant de longs cheveux roses, assise sur le comptoir de la cuisine, brandissant un couteau sur son amant. Elle ouvre également un tiroir rempli d'accessoires bizarres. Le 1er septembre 2022, Minaj a officiellement publié le clip de Super Freaky Girl avec Alexander Ludwig, dans le rôle du personnage de Barbie, Ken.
En France, le clip est diffusé seulement en soirée avec une signalétique Déconseillé aux moins de 12 ans sur Trace Urban pour « références érotiques ». Sur les autres chaînes, il est diffusé en journée et sans signalétique mais avec floutage.

## Remixs
Le 18 août 2022, Minaj a publié une version étendue de Super Freaky Girl, surnommée le « Roman Remix », avec son alter ego Roman Zolanski. Cette version marque le retour de l'alter ego. La chanson est plus longue d'une minute que l'original, et a une fin restructurée, ajoutant un troisième couplet. Aron A. de HotNewHipHop a qualifié ce couplet de « fougueux à double temps », tandis que Regina Cho de Revolt et Aaron Williams de Uproxx ont tous deux déclaré que Minaj livre un « couplet rapide ». Notant les vantardises sur la longévité de sa carrière, Williams a déclaré : « C'est une affirmation particulièrement opportune, étant donné qu'elle sera bientôt honorée d'un Video Vanguard Award lors des prochains 2022 VMA »,. Minaj mentionne également comment une de ses anciennes mixtapes s'est vendue plus que l'album de quelqu'un, probablement une référence à la réédition en 2021 de sa mixtape de 2009 Beam Me Up Scotty, qui a débuté à la deuxième place du Billboard 200. Elle fait également référence à ses compagnons de label Lil Wayne et Drake.
Le 9 septembre 2022, Minaj a publié un second remix surnommé « Queen Mix », avec les rappeuses américaines JT de City Girls, Bia, Katie Got Bandz, Akbar V, et Maliibu Miitch.

## Classements
| Chart (2022)                       | Meilleure position |
| ---------------------------------- | ------------------ |
| Afrique du Sud (RISA)              | 4                  |
| Allemagne (GfK Entertainment)      | 33                 |
| Australie (ARIA)                   | 1                  |
| Autriche (Ö3 Austria Top 40)       | 41                 |
| Canada (CHR/Top 40)                | 38                 |
| Canada (Hot 100)                   | 8                  |
| États-Unis (Billboard Hot 100)     | 1                  |
| États-Unis (Hot R&B/Hip-Hop Songs) | 1                  |
| Grèce (IFPI)                       | 18                 |
| Hongrie (Rádiós Top 40)            | 4                  |
| Irlande (Irish Singles Chart)      | 6                  |
| Islande (Plötutíðindi)             | 9                  |
| Lituanie (Agata)                   | 37                 |
| Nouvelle-Zélande (RMNZ)            | 1                  |
| Pays-Bas (Single Top 100)          | 55                 |
| Portugal (AFP)                     | 66                 |
| Royaume-Uni (UK R&B Chart)         | 1                  |
| Royaume-Uni (UK Singles Chart)     | 5                  |
| Singapour (RISA)                   | 18                 |
| Slovaquie (IFPI Singles Digitál)   | 45                 |
| Suède (Sverigetopplistan)          | 28                 |
| Suisse (Schweizer Hitparade)       | 43                 |
| Tchéquie (IFPI Rádio)              | 82                 |

## Historique des sorties
| Région        | Date             | Format(s)                                              | Version                      | Label                                 | Réf.   |
| ------------- | ---------------- | ------------------------------------------------------ | ---------------------------- | ------------------------------------- | ------ |
| Divers        | 12 août 2022     | - Téléchargement digital - streaming                   | Original                     | - Young Money - Republic              | [ 76 ] |
| United States | 16 août 2022     | - Contemporary hit radio - rhythmic contemporary radio | Original                     | - Young Money - Cash Money - Republic | ,      |
| Divers        | 18 août 2022     | - Téléchargement digital - streaming                   | Version longue (Roman Remix) | Republic                              | ,      |
| Divers        | 9 septembre 2022 | - Téléchargement digital - streaming                   | Queen Mix                    | Republic                              | ,      |